# Storsjö församling
Storsjö församling var en församling i Härnösands stift och i Bergs kommun i Jämtlands län. Församlingen uppgick 2010 i Hedebygdens församling.
Församlingskyrka var Storsjö kyrka.

## Administrativ historik
Församlingen bildades 1751 genom en utbrytning ur Hede. Storsjö var ett kapellag under nämnda församling fram till den 5 maj 1922 då Kungl. Maj:t förklarade att Storsjö inte längre behövde betala underhåll för Hede församlings kyrka och att Storsjö skulle bli en annexförsamling.
Församlingen var till 1 maj 1925 annexförsamling i pastoratet Hede, Vemdalen, Tännäs och Storsjö som också från 1757 omfattade Ljusnedals församling och från 1768 Hede lappförsamling. Från 1 maj 1925 till 2010 annexförsamling i pastoratet Hede, Vemdalen och Storsjö. Församlingen uppgick 2010 i Hedebygdens församling.